# Sociedad Jiusan
La Sociedad Jiusan (en chino simplificado: 九三学社; lit .: "Sociedad Académica Noventa y Tres") es uno de los ocho partidos políticos legalmente reconocidos en la República Popular China que siguen la dirección del Partido Comunista de China y son miembros de la Conferencia Consultiva Política del Pueblo Chino. El nombre original del partido era "Foro de la democracia y la ciencia", el nombre actual se refiere a la fecha de la victoria china en la segunda guerra sino-japonesa (3 de septiembre de 1945).
La misión del partido es "llevar a la nación al poder y al pueblo a la prosperidad", aunque esto debe estar subordinado al interés nacional. El partido tenía una membresía de 183,710 miembros en 2020, en su mayoría intelectuales de alto y medio nivel en los campos de la ciencia, la tecnología, la educación, la cultura y la medicina.

## Historia
Fue nombrado para conmemorar la victoria de la segunda guerra sino-japonesa y la Segunda Guerra Mundial el 3 de septiembre de 1945, se estableció formalmente el 4 de mayo de 1946. 
En enero de 1949, la Sociedad Jiusan emitió una declaración apoyando la convocatoria de una nueva conferencia consultiva política, y en septiembre de 1949 envió representantes para participar en la primera sesión plenaria de la Conferencia Consultiva Política del Pueblo Chino. La Sociedad Jiusan participó en la formulación del " Programa Común de la Conferencia Consultiva Política del Pueblo Chino " y en la discusión y votación sobre la composición del Gobierno Popular Central y el establecimiento de la República Popular China. Desde entonces, el "Programa Común" de la Conferencia Consultiva Política del Pueblo Chino se ha convertido en el programa político de la Sociedad Jiusan.
Durante el movimiento anti-derechista en 1957, muchos miembros de la Sociedad Jiusan fueron clasificados como derechistas. Entre esos derechistas se encontraban personalidades como Chu Anping, Jin Baoshan, Gu Zhizhong, Lu Kanru o Yuan Hanqing.
En 2007, la Sociedad Jiusan ha establecido comités o comités preparatorios en 268 ciudades (condados) de 30 provincias, regiones autónomas y municipios de todo el país. La sociedad tiene 183,710 miembros, el 60% de los cuales tienen títulos de alto nivel. En términos de política, la Sociedad Jiusan tiene 104 miembros del Comité Nacional del Partido Comunista de China, 64 diputados y un jefe de departamento del gobierno central, vicepresidentes provinciales, diputados de los Congresos Populares Provinciales, alcaldes adjuntos de los municipios en el gobierno. En términos de académicos, la Sociedad Jiusan tiene 150 académicos (miembros de la Academia de Ciencias de China) y académicos de la Academia de Ingeniería de China.

## Ideología
El partido tiene las siguientes ideologías: Socialismo con características chinas, Progresismo, Nacionalismo chino y el Pensamiento de Xi Jinping.

## Presidentes
1. Xu Deheng (许德珩) (1946–1987)
2. Zhou Peiyuan (周培源) (1987–1992)
3. Wu Jieping (吴阶平) (1992–2002)
4. Han Qide (韩启德) (2002–2017)
5. Wu Weihua (武维华) (2017–presente)[3]